# ギンガム・AGE
『ギンガム・AGE』（ギンガム・エイジ）は、高杉菜穂子による日本の漫画。講談社「なかよし」で1986年から1987年まで連載された。

## 書誌情報
高杉菜穂子 『ギンガム・AGE』 講談社〈講談社コミックスなかよし〉、全2巻
- 1巻、1986年11月6日発行、ISBN 4-06-178553-2
- 2巻、1987年4月6日発行、ISBN 4-06-178568-0